# Bobruikî, Kozeleț
Bobruikî (în ucraineană Бобруйки) este o comună în raionul Kozeleț, regiunea Cernihiv, Ucraina, formată numai din satul de reședință.

## Demografie
Componența lingvistică a comunei Bobruikî
     Ucraineană (98,63%)
     Rusă (1,37%)
Conform recensământului din 2001, majoritatea populației comunei Bobruikî era vorbitoare de ucraineană (98,63%), existând în minoritate și vorbitori de rusă (1,37%).